# サン・ヴィゴール・ド・ミュー礼拝堂
サン・ヴィゴール・ド・ミュー礼拝堂 （Chapelle de Saint-Vigor-de-Mieux）は、フランスノルマンディー地域圏カルヴァドス県ファレーズ市の近郊、サン＝マルタン＝ド＝ミュー村のはずれにある礼拝堂。別名"リンゴの礼拝堂"。
16世紀にイギリス貴族によって建設され、1828年、司祭がここから去ったあと、1985年に地方自治体の手で部分的な修復が行われたものの、礼拝堂として使われることはなかった。
それを見かけた日本人芸術家田窪恭治は1989年、一家5人でファレーズ市に移住、1999年までの10年間をかけて修復を行った。
礼拝堂の左右にリンゴのフレスコ画が施されているのが特徴で、これが"リンゴの礼拝堂"の名の由来である。礼拝堂の入り口の扉に工事に関わった職人や募金者の名前が刻まれている。

## 支援
1992年、資生堂社長・福原義春（現名誉会長）は日仏で企業や個人に寄付を呼びかける環境を整えた。趣旨に賛同したファッションデザイナーの鳥居ユキから瓦一枚分の寄付を呼びかけられたのは、鳥居ユキのパリコレクションの打ち上げパーティの場だった。この縁は後にビートたけしに繋がり、金刀比羅宮椿書院へとつながるきっかけとなった。